# Saint-Germain-d’Anxure
Saint-Germain-d’Anxure ist eine französische Gemeinde mit 365 Einwohnern (Stand: 1. Januar 2022) im Département Mayenne in der Region Pays de la Loire; sie gehört zum Arrondissement Mayenne und zum Kanton Mayenne. Die Einwohner werden Anxurois genannt.

## Geographie
Saint-Germain-d’Anxure liegt etwa 17 Kilometer nördlich vom Stadtzentrum von Laval am namengebenden Flüsschen Anxure. Umgeben wird Saint-Germain-d’Anxure von den Nachbargemeinden Placé im Nordwesten und Norden, Contest im Norden und Nordosten, Martigné-sur-Mayenne im Osten und Südosten, Sacé im Südosten und Süden, Andouillé im Süden, La Bigottière im Südwesten und Westen sowie Alexain im Nordwesten.

## Bevölkerungsentwicklung
| Jahr                       | 1962 | 1968 | 1975 | 1982 | 1990 | 1999 | 2006 | 2013 |
| Einwohner                  | 325  | 304  | 295  | 284  | 272  | 274  | 271  | 365  |
| Quellen: Cassini und INSEE |      |      |      |      |      |      |      |      |

## Sehenswürdigkeiten
- Kirche Saint-Germain aus dem 19. Jahrhundert

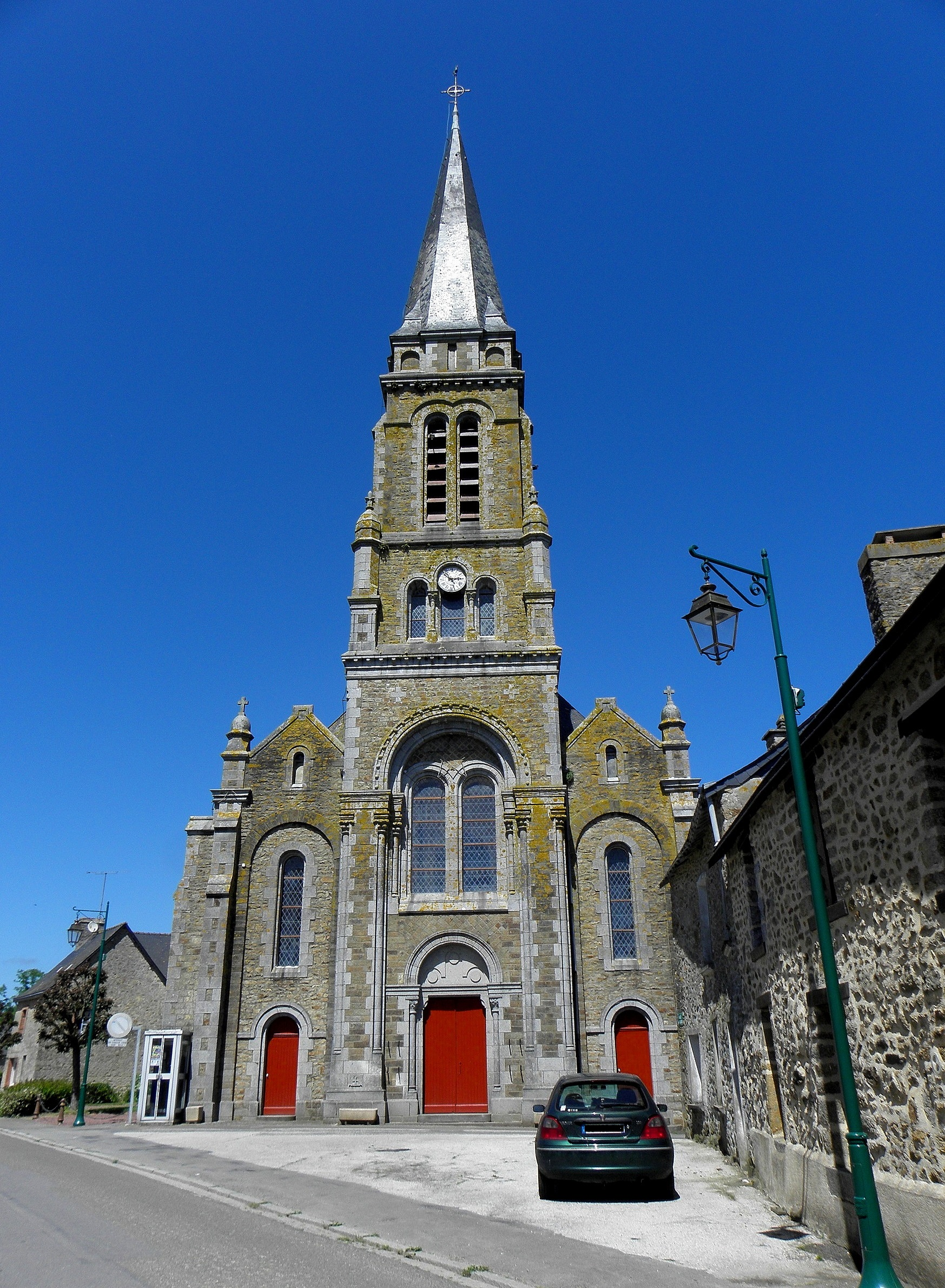
Kirche Saint-Germain